# 京畿道 (唐朝)
京畿道是唐朝的一个道，治所位于京城长安。开元年间分关内道京畿地区，京畿道辖京兆府、华州、同州、岐州、邠州、商州，共6个府州。

## 所辖州县
- 京兆府，治万年县（今陕西西安）。辖20县：万年县、长安县、咸阳县、兴平县、云阳县、泾阳县、渭南县、昭应县、高陵县、同官县、富平县、蓝田县、鄠县、奉天县、好畤县、武功县、醴泉县、华原县、美原县。原名雍州。
- 华州，治郑县（今陕西华县）。辖4县：郑县、华阴县、栎阳县、下邽县。
- 同州，治冯翊县（今陕西大荔）。辖8县：冯翊县、朝邑县、韩城县、郃阳县、夏阳县、白水县、澄城县、奉先县。
- 岐州，治雍县（今陕西凤翔）。辖9县：雍县、岐山县、扶风县、麟游县、普润县、宝鸡县、虢县、郿县、盩厔县。后改名凤翔府。
- 邠州，治新平县（今陕西彬县）。辖4县：新平县、三水县、永寿县、宜禄县。
- 商州，治上洛县（今陕西商洛）。辖6县：上洛县、丰阳县、洛南县、商洛县、上津县、乾元县。